# Renzo Rubino
Renzo Rubino est un chanteur italien né le 17 mars 1988 à Martina Franca dans les Pouilles.

## Biographie
Renzo Rubino a participé au festival de Sanremo 2013 et 2018.

## Discographie

### Album
| Année | Titre                  | Italie | Certification |
| ----- | ---------------------- | ------ | ------------- |
| 2011  | Farfavole              | —      | —             |
| 2013  | Poppins                | 51     | —             |
| 2014  | Secondo Rubino         | 17     | —             |
| 2017  | Il gelato dopo il mare | 34     | —             |

### Singles
| Année | Titre                   | Italie | Certification | Album/EP               |
| ----- | ----------------------- | ------ | ------------- | ---------------------- |
| 2013  | Il postino (amami uomo) | 34     | —             | Poppins                |
| 2013  | Pop (Renzo Rubino)      | —      | —             | Poppins                |
| 2014  | Ora                     | 30     | —             | Secondo Rubino         |
| 2014  | Sottovuoto              | —      | —             | Secondo Rubino         |
| 2017  | La La La                | —      | —             | Il gelato dopo il mare |
| 2018  | Custodire               | —      | —             | Il gelato dopo il mare |

### Vidéoclip
- 2013 - Il postino (amami uomo)
- 2013 - Pop
- 2014 - Ora
- 2014 - Per sempre e poi basta
- 2014 - Sottovuoto
- 2017 - La La La
- 2018 - Custodire
- 2018 - Il segno della croce
- 2019 - Dolcevita